# Acaenitellus polypori
Acaenitellus polypori är en stekelart som beskrevs av Morley 1913. Acaenitellus polypori ingår i släktet Acaenitellus och familjen brokparasitsteklar. Inga underarter finns listade i Catalogue of Life.